# Freystadt

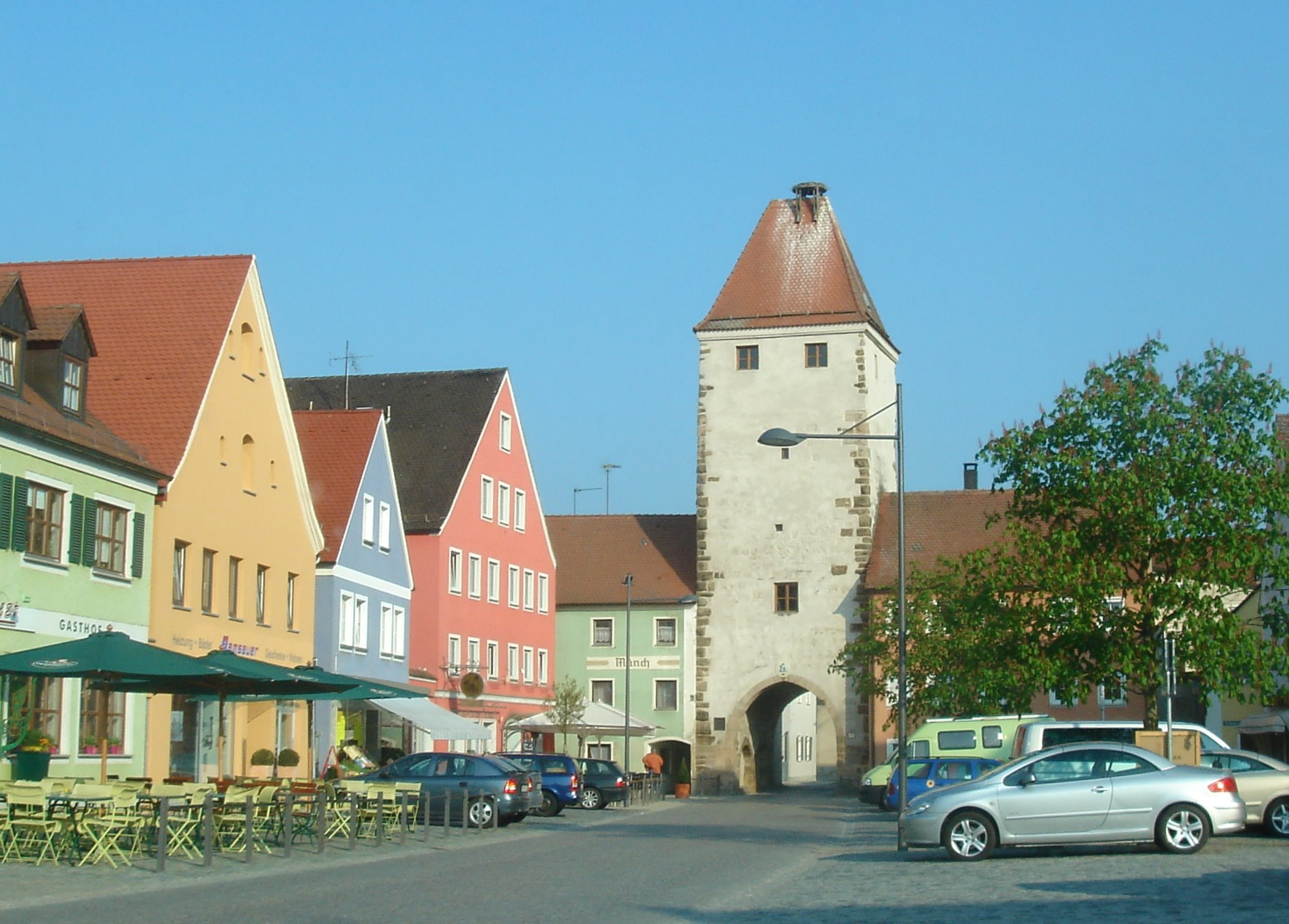
Freystadt (centrul)

Freystadt este un oraș din districtul  Neumarkt in der Oberpfalz, regiunea administrativă Palatinatul Superior, landul Bavaria, Germania.